# A la corda fluixa (pel·lícula del 1984)
A la corda fluixa (títol original en anglès: Tightrope) és una pel·lícula estatunidenca dirigida per Richard Tuggle el 1984. Ha estat doblada al català.

## Argument
L'inspector Wes Block (Clint Eastwood), de la brigada criminal de Nova Orleans és en una situació molt poc confortable. Un maníac assassina amb sadisme prostitutes, noies suposadament fàcils en déjouant étrangement les trampes que li para la policia. O, el fet que Wes conegui almenys una víctima i sigui adepte de pràctiques sado-masoquistes moderades el trasbalsa i als seus col·legues i a ell mateix a qui l'assassí reenvia una imatge de pervers criminal.
Qui és en realitat, entre el pare considerat, el policia tenaç i l'home de fantasmes sexuals que poden molestar? Una jove, Beryl, presidenta d'una associació feminista, l'ajudarà a conciliar el puzzle de la seva personalitat.

## Repartiment
- Clint Eastwood: Capità Wes Block
- Geneviève Bujold: Beryl Thibodeaux
- Dan Hedaya: Inspector Molinari
- Alison Eastwood: Amanda Block
- Jennifer Beck: Penny Block
- Marco St. John: Leander Rolfe
- Rebecca Perle: Becky Jacklin
- Regina Richardson: Sarita
- Randi Brooks: Jamie Cory
- Jamie Rosa: Melanie Silber
- Margaret Howell: Judy Harper
- Rebecca Clemons: La noia del fuet
- Janet MacLachlan: Dr. Yarlofsky
- Graham Paul: Luther
- Bill Holliday: El cap de la policia